# 루츠 돔브로프스키
루츠 돔브로프스키(독일어: Lutz Dombrowski, 1959년 6월 25일~)는 동독의 육상 선수로 주 종목은 멀리뛰기이다. 당대 최고의 동독 멀리뛰기 선수로 1980년 하계 올림픽에서 금메달을 획득했다.

## 경력
츠비카우 출신으로 SC 카를마르크스슈타트에 입단하여 선수 생활을 했다. 당시 동독에서 가장 뛰어난 멀리뛰기 선수로 알려진 돔브로프스키는 1979년 유러피언 컵을 우승한 후, 1980년 소련 모스크바에서 열린 1980년 하계 올림픽에 참가하였다. 그는 육상 강국인 미국이 불참한 분위기에서 8.54m의 기록으로 대표팀 동료인 프랑크 파셰크와 소련의 발레리 포들루즈니를 누르고 금메달을 획득했다. 모스크바 올림픽에서 세운 8.54m의 기록은 낮은 고도에서 세운 기록이며 현재까지 독일 최고 기록으로 유지되고 있다. 이 기록은 그 당시 1968년에 밥 비먼이 세운 세계 기록 다음으로 최고 기록이었다.
1982년 그리스 아테네에서 열린 1982년 유럽 선수권 대회에서 8.41m의 기록으로 스페인의 안토니오 코르고스와 체코슬로바키아의 얀 레이트네르를 누르며 우승하였고, 1986년에 현역에서 은퇴했다. 은퇴 후에는 슈베비슈그뮌트 스포츠 협회에서 체육 지도자로 일했다. 2003년 4월 10일에 독일 육상 명예의 전당에 헌액되었다.